# Drst
Drst je izraz za parjenje pri ribah. To je čas, ko ribe odlagajo svoje spolne produkte in je odvisen od mnogo dejavnikov okolja (temperatura, svetloba, motnost vode, hitrost toka...). Vsi ti dejavniki vplivajo na hormone rib in povzročijo zorenje njihovih spolnih celic.
Glede na čas drsti ločimo tri večje skupine rib:
- Spomladanske drstnice, ki se začnejo drstiti, ko temperatura vode doseže 10ºC in se prične dan daljšati. Med te ribe sodijo: sulec, lipan, klen, podust, ostriž, rdečeoka, bolen in druge. Zadnja pomladanska drstnica je smuč.

- Poletne drstnice, ki začnejo z drstitvijo, ko temperatura vode doseže 17 ºC in so dnevi daljši. V tem času se drstijo ploščič, ogrica, mrena, som, linj, krap in druge.

- Jesensko - zimske drstnice, ki se drstijo v hladnih vodah (med 4 in 8 ºC), kar je povezano tudi s krajšim dnevom. Med te ribe sodijo potočna postrv, soška postrv, menek in še nekatere druge.

Drst lahko poteka na prostoru, kjer se ribe zadržujejo celo življenje, lahko pa se ribe za to priložnost selijo na bolj ali manj oddaljene dele vodotokov, kjer je podlaga ustrezna. Nekatere vrste se drstijo v parih (lipan, postrv, smuč, sulec ...), druge pa v jatah (podust, mrena, klen ...). Večina rib se drsti vedno na istih krajih (drstiščih), po drsti pa večina vrst zapusti svoje ikre, ki jih bodisi prilepijo na različne vodne objekte, bodisi »stresejo« v prej pripravljene jamice.

## Uvod
Drst imenujemo paritveni ciklus, ko se ribe razmnožujejo. Nekatere vrste rib se drstijo spomladi, poleti, nekatere vrste v jeseni ali pozimi, pa tudi večkrat na leto. Obstaja več načinov drstenja, najpogostejša sta dva načina razmnoževanja. V prvi metodi ribja samica odloži ikre, ki jih nato samec oplodi s spermo in nato skupaj čuvata zarod do te mere, da se ta lahko sam brani in hrani. Drugi način je, da samec preko analnih žlez oplodi samico, ki nato izleže žive mladice (živorodne vrste rib).

## Strategije

### Samec in samica
Način drstenja, ko se en samec drsti izključno z eno samico. To imenujemo tudi parno drstenje, zato se tukaj drsti izključno par med sabo in se ne mešajo z drugimi pari. S takim načinom drstenja se drsti zelo malo rib, zato je taka drst zelo redka. Par, ki nato dobi naslednike, jih močno brani pred drugimi plenilci. Tak način drstenja imenujemo tudi monogamija.

### Samec in več samic
Je postopek drstenja, ko posamezen samec dobi izključne pravice drstenja z več samicami. Samec vidno brani samice pred drugimi samci in brani tudi mesto, kjer poteka drstenje. Samice same izberejo več samcev, ki med seboj tekmujejo, kdo bo prišel do plemenske samice. Drugi način je, ko samci poiščejo jato z več samicami in vsak samec se nato naslanja na vsako drugo samico in na podlagi teh stikov nato samica zbere svojega samca, s katerim želi oploditi svoja jajčeca. Tak način drstenja imenujemo poliginija.

### Samica in več samcev
Obstaja obred, ko si posamezne samice pridobijo pravice drstenja z več samci. Samci so pri nekaterih ribjih vrstah v morju veliko manjši od samic. Ko pridejo v stik s samico jo grizljajo po njeni koži, in s tem sprožijo biokemični odziv encimov iz posebnih celic v njihovih ustih in v telesu samice. Nato se samci preobrazijo v obliko, ki počasi propada do te mere, da na koncu od njih nastane samo še nekaj spolnih žlez, ki sproščajo spermo kot odziv na hormone v krvni obtok samice, ki ta nato nakazuje sprostitev jajčec. Na tak način se lahko samica drsti z več samci. To imenujemo poliandrija.

### Več samcev in več samic
Je postopek drstenja, kadar se več samcev nekritično združi z več samicami. Tak način je najbolj pogost način drstenja med ribami. Morda je ravno ta način najbolj obsežen med živalmi, ki se drstijo. Najbolj običajni primeri so krmne ribe, namenjene potrebam človeštva, ki se zadržujejo v večjih jatah. Tak način drstenja imenujemo poliginandrija.

### Hermfroditizem
Je postopek drstenja, ko ima določen posameznik tako moške kot ženske spolne organe in lahko izbira med enimi in drugimi. Tak postopek je pogost pri nevretenčarjih, a redek pri vretenčarjih. Tu je lahko vsak posameznik tako samec kot samica. Več primerov je, ko se samica spremeni v samca. To se po navadi zgodi, ko jata samic odstrani harem samcev, ki jih oblegajo in nato se največje samice v nekaj dneh spremenijo v samce ter tako prevzamejo funkcijo manjkajočih samcev. Tak vzorec je najbolj pogost pri ribah, ki se nahajajo v koralnih grebenih, manj pogosti so primeri, ko se moški spremeni v samico. Takim osebkom pravimo hermafroditi ali dvospolniki.